# Vauxhall 12
Der Vauxhall 12 oder Vauxhall Twelve ist ein Wagen der unteren Mittelklasse, den Vauxhall Motors von 1933 bis 1938 mit Sechszylindermotor und von 1938 bis 1946 mit Vierzylindermotor herstellte. Ab 1938 basierte der Vauxhall Twelve auf einer verlängerten Version des Vauxhall Ten.

## 12 Light Six (1933–1938)
Ursprünglich hieß der 12 „Light Six“ und wurde 1933 auf der British International Motor Show vorgestellt. Es gab ihn in zwei Motorversionen, 12 hp (1,5 Liter Hubraum) und 14 hp (1,75 Liter Hubraum). 1936 erhielt er zur Motor Show einen gerundeten Kühlergrill.
Der 12 hp hatte einen Hubraum von 1531 cm³ (Bohrung × Hub = 57 mm × 100 mm), der 14 hp einen Hubraum von 1781 hp (Bohrung × Hub = 61,5 mm × 100 mm). Die Leistung des 12 hp betrug 36 bhp bei 4000/min.

### Serienmäßige Aufbauten
- Standard Saloon (nur 12 hp)
- De Luxe Saloon (von Vauxhall) mit Schiebedach und zugfreier Belüftung
- Coupé (von Vauxhall) 2 Türen, mit Schiebedach und zugfreier Belüftung

### Spezialkarosserien
- Tickford Foursome Coupé (von Salmons)
- Pendine 4-str Sports Tourer (von Holbrook)
- Suffolk Saloon Sports Tourer (von Holbrook)
- Stratford 4-str Sports (von Whittingham & Mitchel)
- Tourer (von Duple)
- 2-str mit Dickey (von Duple)

## 12/4 oder Twelve (1938–1946)
Im September 1938 wurde der Six Light durch ein vollkommen neues Auto mit der Bezeichnung „Twelve“ oder „12/4“ ersetzt. Er hatte eine verlängerte Six-Light-Karosserie auf Basis des Ten als Monocoque mit Einzelradaufhängung vorne und Vierzylindermotor mit 1442 cm³ (Bohrung × Hub = 69,5 mm × 95 mm). Der Motor leistete 35 bhp bei 3600/min.